# Amble
Amble – miasto leżące w obrębie civil parish Amble By the Sea w hrabstwie Northumberland, w regionie North East England, w Anglii. W 2011 roku civil parish liczyła 6025 mieszkańców.